# Haus zum Goldenen Leuen

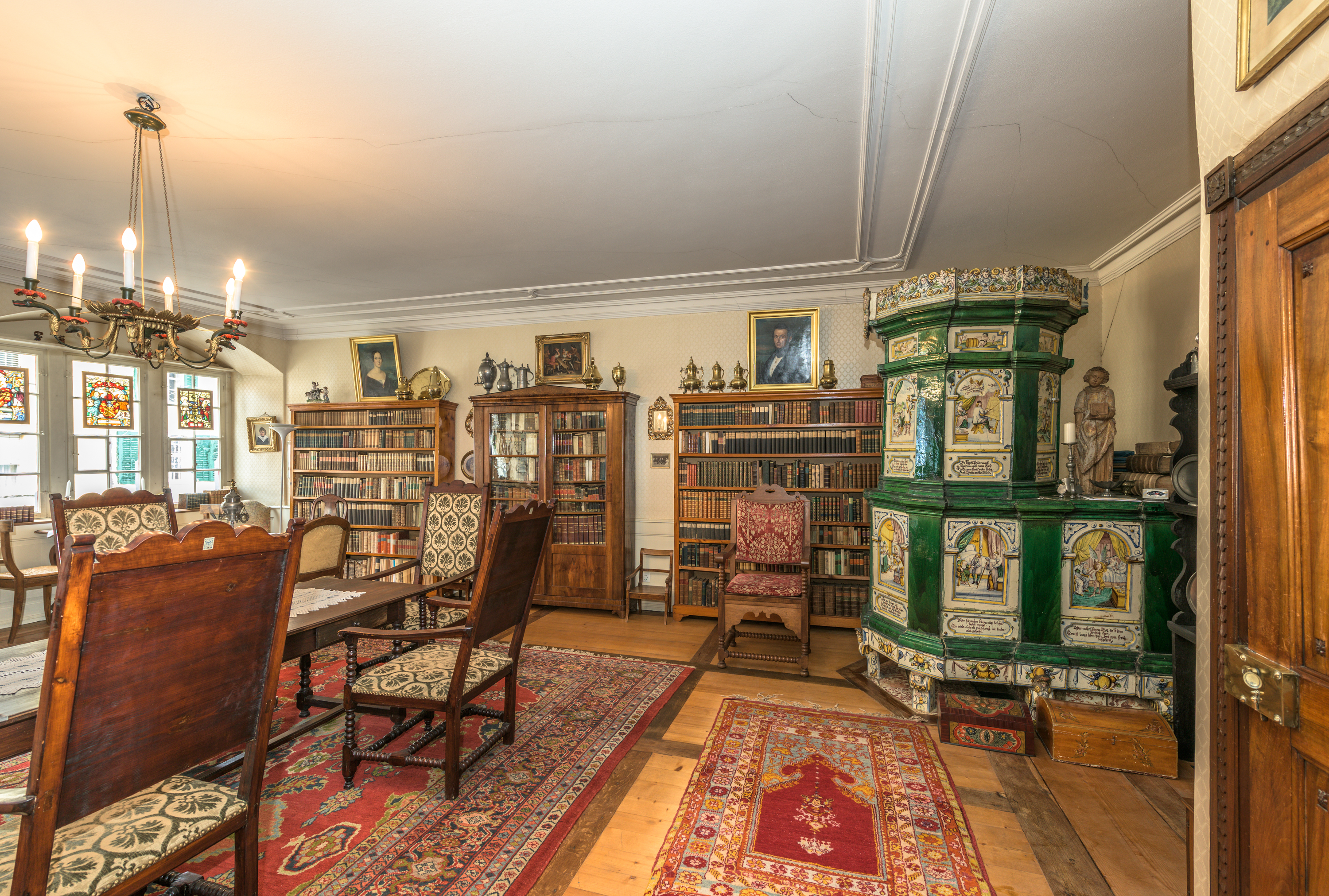
«Haus zum Goldenen Leuen», Bibliothek

Das Haus zum Goldenen Leuen in Diessenhofen (Kanton Thurgau, Schweiz) beherbergt eine Privatsammlung aus Raritäten und Kuriositäten, zusammengetragen von drei Generationen der Apothekerfamilie Brunner. Heute wird die Sammlung durch die Stiftung zum Goldenen Leuen verwaltet. Die Sammlung kann besichtigt werden.

## Haus
Das «Haus zum Goldenen Leuen» («Leu» ist schweizerisch für Löwe) gehört wohl zu den ältesten Häusern in Diessenhofen. Es wurde jedoch in den Jahrhunderten mehrmals umgebaut, so dass keine mittelalterlichen Teile mehr zu erkennen sind. 1685 wurde das Haus fast völlig neu gebaut. Um- und Ausbauten wurden im 18. Jahrhundert und um 1900 durchgeführt. Die Fassade wurde 1981 erneuert. Seit 1884 befindet es sich im Besitz der Familie Brunner.

## Familie Brunner

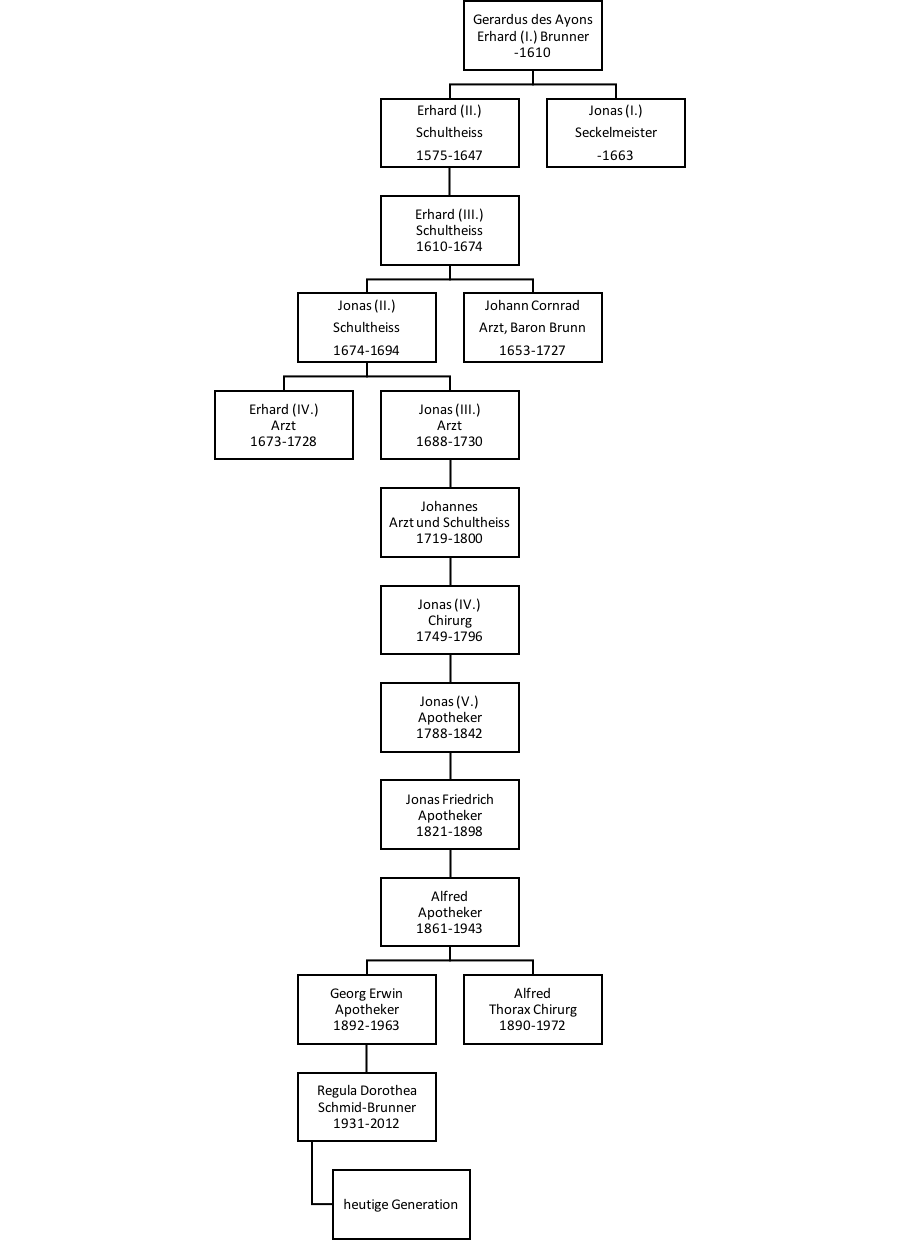
Stammbaum Familie Brunner, Diessenhofen

Die Familie Brunner lässt sich zum Ahnherren Gerardus des Ayons zurückverfolgen, der sich aufgrund seines protestantischen Glaubens in der Schweiz niederliess. Der wohlhabende Händler änderte 1610 seinen fremdländischen Namen zu Erhard Brunner und war bald als «Erhard der Krämer» bekannt. Sein Sohn wurde Schultheiss des Städtchens und verankerte so die Familie in der neuen Heimat. Das Amt des Schultheissen blieb auch in den nächsten beiden Generationen in der Familie. In der dritten Generation ergriff der erste der Familie Brunner den Arztberuf und begründete die Ärztedynastie Brunner, die vier Generationen andauern sollte. Johann Conrad Brunner machte sich einen Namen als Wissenschaftler und Mediziner, seine Forschungsarbeiten über die «grosse Magendrüsse», das Pankreas, haben mit dem Begriff «Brunnersche Drüsen» noch heute Bestand. Er wurde über die Landesgrenzen bekannt, wurde an verschiedenen Höfen Leibarzt und wurde 1711 in den Adelstand gehoben.
Mit Jonas (V.) Brunner endete die Ärztedynastie, er wurde Apotheker wie nach ihm Söhne und Schwiegersöhne der folgenden vier Generationen. Sein Sohn Jonas Friedrich Brunner (1821–1898) war massgeblich an der Gründung des Apothekenvereins beteiligt. 1884 erwarb er das «Haus zum Goldenen Leuen». Er war Sammler von Kunstgegenständen und Büchern und begründete die private Bibliothek. Sein Sohn Alfred Brunner (1861–1943) teilte die Leidenschaft und den Beruf des Vaters, er holte all die Kostbarkeiten ans Licht und richtete damit das «Haus zum Goldenen Leuen» ein. Auch seine Kinder teilen die Sammelleidenschaft. Erwin Brunner (1892–1963) war der letzte der Sammler, auch er tat dies wie sein Vater und Grossvater nie aus finanziellen Gedanken; es wurde nie in Erwägung gezogen, erstandene Kostbarkeiten wieder zu verkaufen. Auch wenn in der folgenden Generation das Sammeln endete, gab Erwin Brunner die Begeisterung an Zeugen vergangener Zeit seinen Töchtern weiter. Regula Schmid-Brunner heiratete einen Apotheker, der die Brunnersche Apotheke für ein Jahr übernahm, dann aber verkaufte. Regula Schmid-Brunner und ihr Ehemann Hans Werner Schmid nahmen sich der vielen Kostbarkeiten im «Haus zum Goldenen Leuen» an. Sie gründeten 1975 die Stiftung zum Goldenen Leuen mit dem Ziel, die Sammlung als Ganzes zu erhalten.

## Sammlung
Sie besteht aus kunsthistorischen und heimatgeschichtlichen Objekten. Unter anderem umfasst sie: Zinnkollektionen vor allem aus dem süddeutschen Raum, eine Siegelsammlung, Wappenscheiben, Zunft- und Wirtshausschilder, zahlreiche Bau- und Ausstattungsteile, Gerätschaften und Waffen, sakrale Gegenstände, eine private Bibliothek und eine «alte Apotheke». Die Objekte der Sammlung wurden 1991 bis 1993 von der Kunsthistorikerin Cornelia Stäheli erfasst. Das Inventar, das sie erstellte, umfasst zwölf Bände mit rund 2000 in Bild und Text festgehaltenen Objekten.

### „Alte Apotheke“
Besonders zu erwähnen ist die „alte Apotheke“. Bei jeder Renovierung der Apotheke der Familie Brunner wurden die Möbel, Apparaturen und Gegenstände aufbewahrt und schliesslich von Alfred Brunner im dritten Stock des Hauses zum Goldenen Leuen zu einer Nachbildung einer alten Apotheke zusammengefügt. Es findet sich eine Drogensammlung aufbewahrt in einem alten Medizinschrank eines Dominikanerinnenklosters. Die Sammlung umfasst zudem Tier- und Menschenschädel, präparierte Tiere, Muscheln und weitere Kuriositäten.

### Bibliothek

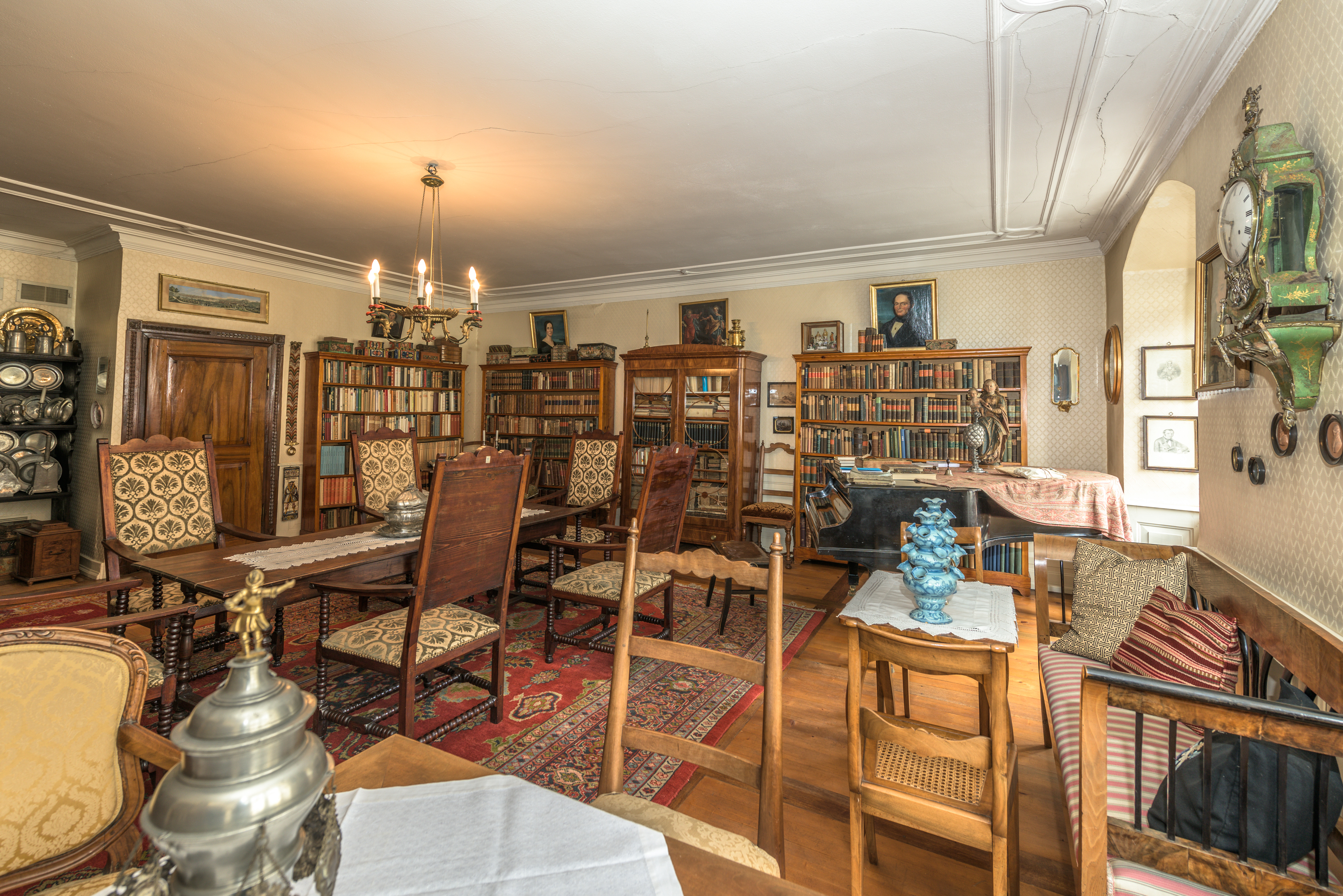
Bibliothek zum Goldenen Leuen

Die private Bibliothek nimmt einen Raum im zweiten Obergeschoss des «Hauses zum Goldenen Leuen» ein. Sie umfasst heute gut 3000 Bücher zu den Themen Pharmazie, Chemie, Physik, Botanik, Geschichte und Klassik. Dazu zählen auch Handschriften und Korrespondenz. Auch die Bibliothek beherbergt viele Besonderheiten wie handschriftliche Aufzeichnungen spezieller Fälle einiger Ärzte der Region und eine grosse Rezeptsammlung, ebenso die Pilzbände von Jonas Friedrich Brunner, der den Grundstein für die Bibliothek legte. Fast dreissig Jahre lang suchte, beschrieb und zeichnete er Pilze in Aquarell, die er zu Büchern band.

### Hauskapelle
Erwin Brunner richtete eine Hauskapelle mit den über die Jahre gesammelten sakralen Kunstgegenständen ein. Darunter sind Madonnenstatuetten, ein wertvolles Kruzifix, Reliquiarien aus dem 18. Jahrhundert mit Knochensplittern von Märtyrern, Weihrauchlampen, Gefässe und Barockaltäre, die aus der Kirche von Diessenhofen stammen.

### Zinn
Die Zinnsammlung umfasst mehrere hundert Zinnarbeiten, reich ziselierte Platten, Zunftbecher, Teller und Einzelstücke wie Schnapsfläschchen mit jüdischen Namenszügen.

## Stiftung
Die «Stiftung zum Goldenen Leuen» wurde von Regula Dorothea Schmid-Brunner und Hans Werner Schmid im Jahr 1975 gegründet. Als Ziel hat sie, die Sammlung als Ganzes zu erhalten sowie die Pflege und den Erhalt des «Hauses zum Goldenen Leuen» mit allen Objekten.